# Esporte Clube XV de Novembro (Jaú)
Maillots
Le Esporte Clube XV de Novembro est un club brésilien de football basé à Jaú dans l'État de São Paulo.

## Palmarès
- Campeonato Paulista (D2) :
  - Vainqueur : 1951 et 1976